# Ex-empregados da Extreme Championship Wrestling
Abaixo estão todos os lutadores que foram conhecidos pela sua passagem na ECW ou nunca saíram dela em ordem alfabética:

## #
- 2 Cold Scorpio
- 7-11
- 911

## A
- Abdullah the Butcher
- Al Snow
- Angel/Spanish Angel
- Angelica/Miss Congeneality
- Antifaz del Norte
- Arn Anderson
- Atsushi Onita
- Axl Rotten

## B
- Bad Crew #1
- Bad Crew #2
- Balls Mahoney
- Bam Bam Bigelow
- Beulah McGillicuty
- Big Dick Dudley
- Big Guido
- Bill Alfonso
- Bill Whiles
- Bilvis Wesley
- Blue Max
- Blue Meanie
- Bobby Duncum, Jr.
- Brakkus
- Brian Pillman
- Brian Lee
- Broad Street Bully
- Bruiser Mastino
- Bushwhacker Butch
- Bushwhacker Luke

## C
- CW Anderson
- Cactus Jack
- Carl Oulette
- Chad Austin
- Chastity
- Chilly Willy
- Chris Benoit
- Chris Candido
- Chris Chetti
- Chris Hamrick
- Chris Jericho
- Christian York
- Chubby Dudley
- Cody Michaels
- Crash the Terminator
- Cyrus the Virus

## D
- Damian Kane
- Dan Kroffat
- Dances with Dudley
- Danny Daniels
- Danny Doring
- Dark Patriot
- Dawn Marie
- Dean Malenko
- Devito
- Devon Storm
- Dick Murdoch
- Dick Togo
- Dino Sendoff
- Dirtbike Kid
- Doink the Clown/Borne Again
- Don Muraco
- Don Bruise
- Donn E. Allen
- Dory Funk, Jr.
- Doug Furnas
- Droz
- Dudley Boyz
- Dudley Dudley
- Dusty Rhodes

## E
- Eddie Gilbert
- Eddie Guerrero
- El Puerto Riqueno
- Elektra
- EZ Money

## F
- Francine

## G
- Gary Albright
- George
- Glen Osbourne
- Gran Hamada
- Great Sasuke

## H
- HC Loc
- Hack Meyers
- Hakushi
- Harry Slash
- Hayabusa
- Headhunter#1
- Headhunter#2

## I
- Ian Rotten
- Ikuto Hidaka

## J
- JC Ice
- JT Smith
- Jack Victory
- Jado
- Jake Roberts
- Jasmine St. Claire
- Jason Knight
- Jazz
- Jenna Jameson
- Jerry Lynn
- Jerry Lawler
- Jim Neidhart
- Jimmy Del Ray
- Jimmy Snuka
- Joe Malenko
- Joel Gertner
- Joel Hartgood
- Joey Matthews
- Joey Styles
- John Kronus
- Johnny Grunge
- Johnny Gunn
- Johnny Hotbody
- Johnny Swinger
- Judge Jeff Jones
- Julio Dinero
- Justin Credible
- Juventud Guerrera

## K
- Kendall Windham
- Kevin Sullivan
- Kid Kash
- Kimona Wanalaya
- King Kong Bundy
- Konnan

## L
- L.A. Smooth
- Lady Alexandra
- Lance Storm
- Larry Winters
- Little Guido
- Luna Vachon
- Louie Spicolli

## M
- Mabel
- Malia Hosaka
- Marty Jannetty
- Masato Tanaka
- Masato Yakushiji
- Mass Transit
- Men's Teioh
- Michael Shane
- Mike Awesome
- Mike Bell
- Mike Lockwood
- Mike Lozansky
- Mikey Whipwreck
- Miss Hyatt
- Mustapha Saed

## N
- New Jack
- Nicole Bass
- Nova

## O
- One Man Gang

## P
- P.N. News
- Pat Tanaka
- Paul Diamond
- Paul Heyman
- Peaches
- Perry Saturn
- Pitbull#1
- Pitbull#2
- Phil Lafon
- Prodigette
- Psicosis

## R
- Raven
- Redd Dogg
- Rey Mysterio, Jr.
- Rhino
- Ric Savage
- Rick Rude
- Rick Steiner
- Ricky Morton
- Roadkill
- Road Warrior Hawk
- Rob Van Dam
- Robert Gibson
- Rocco Rock
- Rockin' Rebel
- Rod Price
- Ron Bruise
- Ron Simmons
- Ruffneck/Mr. Hughes

## S
- Sabu
- Sal E. Graziano
- Salvatore Bellomo
- Sammy the Silk
- Sandman
- Scott Anton
- Scott D'Amore
- Scott Hall
- Scott Steiner
- Shaggy 2 Dope
- Shane Douglas
- Sheik
- Sherri Martel
- Sid
- Sign Guy Dudley
- Simon Diamond
- Sinister Minister
- Slice Ramirez
- Snot Dudley
- Spike Dudley
- Steve Austin
- Steve Corino
- Stevie Richards
- Spiro Greco
- Super Calo
- Super Crazy
- Super Destroyer#1
- Super Destroyer#2

## T
- TAKA Michinoku
- Tammy Sytch
- Tazz
- Terry Funk
- Terry Gordy
- Thomas Rodman
- Tito Santana
- Tod Gordon
- Tom Marquez
- Tom Pritchard
- Tommy Cairo
- Tommy Dreamer
- Tommy Rich
- Tommy Rogers
- Tony Mamaluke
- Tony Stetson
- Tracy Smothers
- Tully Blanchard

## U
- Uganda
- Ulf Hermann

## V
- Vampire Warrior
- Vic Grimes
- Violent J
- Vito

## W
- W*ING Kanemura
- Wolfie D
- Woman

## Y
- Yoshihiro Tajiri